# Diocèse de Steubenville

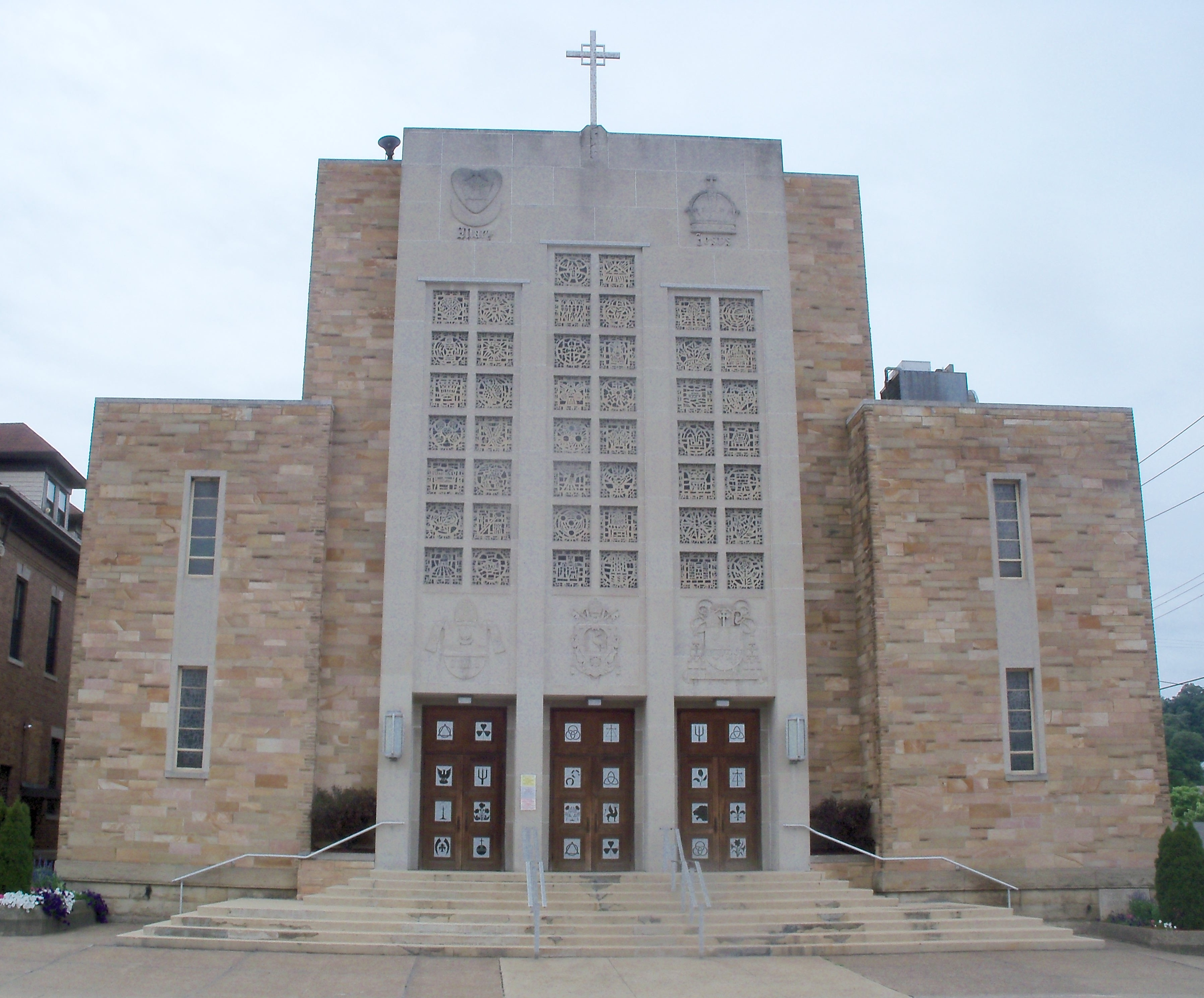
Cathédrale du Saint-Nom.

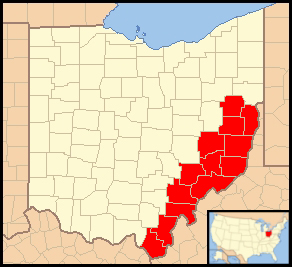
Carte du diocèse.

Le diocèse de Steubenville (latin : Dioecesis Steubenvicensis) est un diocèse catholique aux États-Unis recouvrant treize comtés du sud-est de l'Ohio. il est suffragant de l'archidiocèse de Cincinnati. L'évêque actuel est Mgr Jeffrey Monforton. Son siège épiscopal est à la cathédrale du Saint-Nom de Steubenville. 

## Histoire
Le diocèse a été érigé par le pape Pie XII le 21 octobre 1944, recevant son territoire du diocèse de Columbus. Le diocèse réunit des fonds depuis 2012 pour faire construire une nouvelle cathédrale, dédiée au Triomphe de la Croix près de la Steubenville Catholic Central High School dans la partie ouest de la ville. Cette cathédrale desservira la nouvelle paroisse, formée depuis 2008, qui regroupe les six anciennes paroisses de la ville (Saint-Nom, Saint-Rosaire, Saint-Pie X, Saint-Antoine, Saint-Stanislas et celle du Christ-Roi) dont la population est en baisse, ainsi que le nombre de prêtres desservants et ordonnés.
Cependant, en juin 2013, l'évêque, Mgr Monforton, annonce que la nouvelle cathédrale ne sera pas construite, et que pour des raisons financières, la cathédrale du Saint-Nom sera conservée et simplement restaurée et repeinte.

## Statistiques
En 2010, le diocèse comptait 38 593 baptisés pour 533 000 habitants (7,2% de la population). Il comptait également 101 prêtres (contre 135 en 1999 et 194 en 1966), 58 religieuses (contre 233 en 1970), 36 religieux et 8 diacres permanents. Il regroupait 58 paroisses (contre 88 en 1966).

## Territoire
Son territoire d'étend sur 9.516 km² et il est divisé en 58 paroisses.

## Enseignement

### Enseignement secondaire
- Steubenville Catholic Central High School, Steubenville
- St. John Central High School, Bellaire
- St. Joseph Central High School, Ironton

### Universités
- Université franciscaine de Steubenville, Steubenville